# Remilly-les-Pothées
Remilly-les-Pothées – miejscowość i gmina we Francji, w regionie Grand Est, w departamencie Ardeny.
Według danych na rok 1990 gminę zamieszkiwało 211 osób, a gęstość zaludnienia wynosiła 21 osób/km².

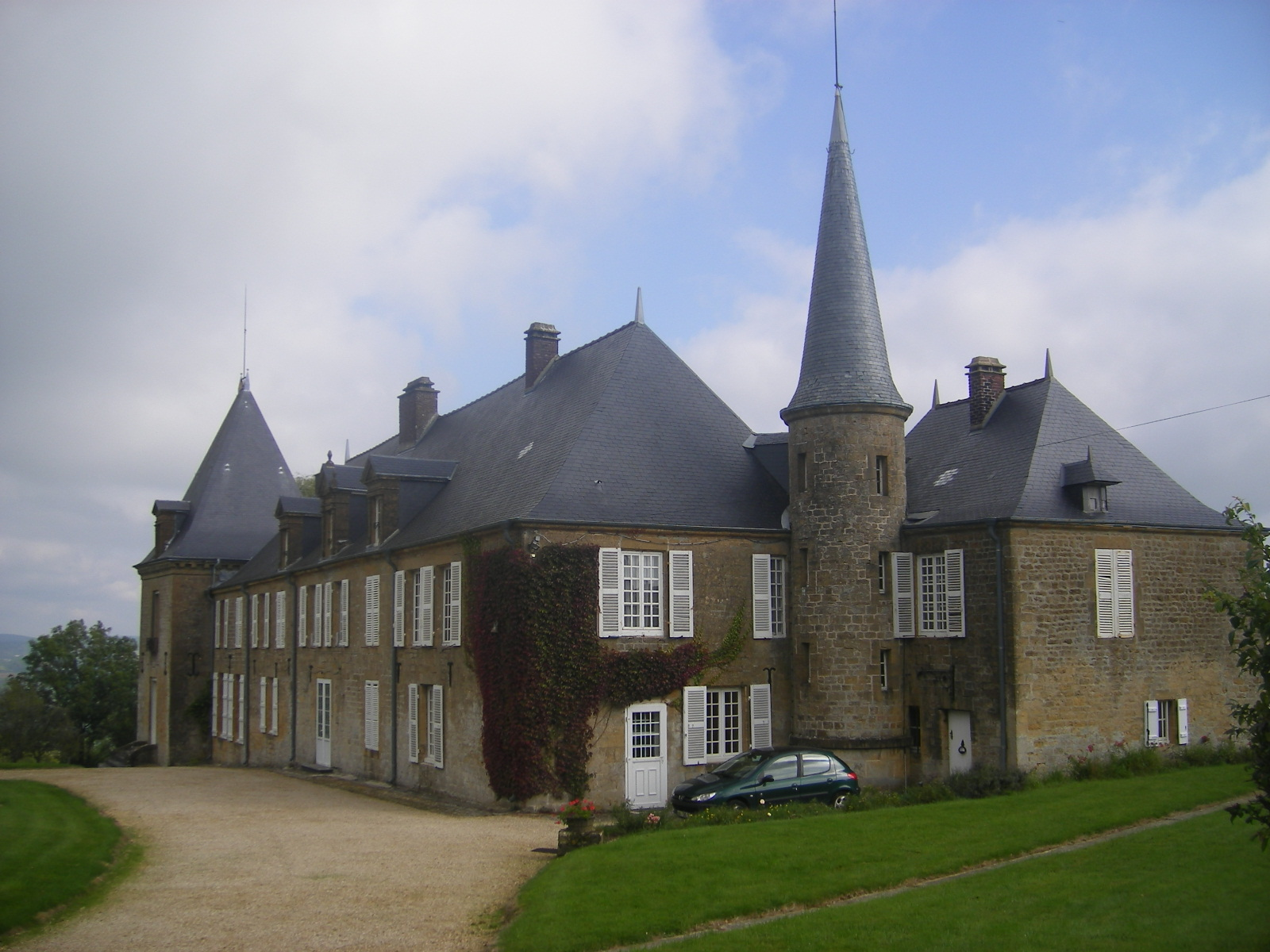
Zamek w Remilly-les-Pothées, 2007